# Барханов и его телохранитель
«Барханов и его телохранитель» — российский художественный фильм 1996 года.

## Сюжет
Театральный актёр Сергей Алябьев, уставший от неудач и неприятностей жизни, выбрасывается в окно, но попадает в кузов грузовика, на котором его школьный приятель — аферист Олег Барханов пытается скрыться от преследования бандитов. Барханов берёт Алябьева к себе на работу в качестве телохранителя и они вместе разрабатывают хитрую комбинацию по продаже дорогого и уникального украшения солидному мафиозо. С помощью привлекательных девушек Алябьев и Барханов осуществляют задуманное.

## В ролях
- Игорь Бочкин — Олег Барханов
- Виктор Раков — Сергей Алябьев
- Геннадий Назаров — Лёня
- Илона Шевнина — Катрин
- Борис Бланк
- Алиса Богарт
- Александр Боровиков
- Марина Борукова
- Ольга Васильева
- Фёдор Смирнов
- Всеволод Шиловский — шеф
- Ольга Копосова — девушка шефа
- Александр Берда — Болт
- Борис Щербаков — писатель
- Лариса Удовиченко — Мата Хари
- Лев Борисов — Чулков
- Анна Фроловцева — Ольга Петровна
- Александр Грунда — эпизод
- Юрий Слободенюк — Дохлый
- Александр Мохов — милиционер в машине

## Награды
На фестивале «Стожары-1997» исполнитель главной роли Игорь Бочкин и исполнитель роли второго плана Всеволод Шиловский получили призы.